# 高爾夫球桿

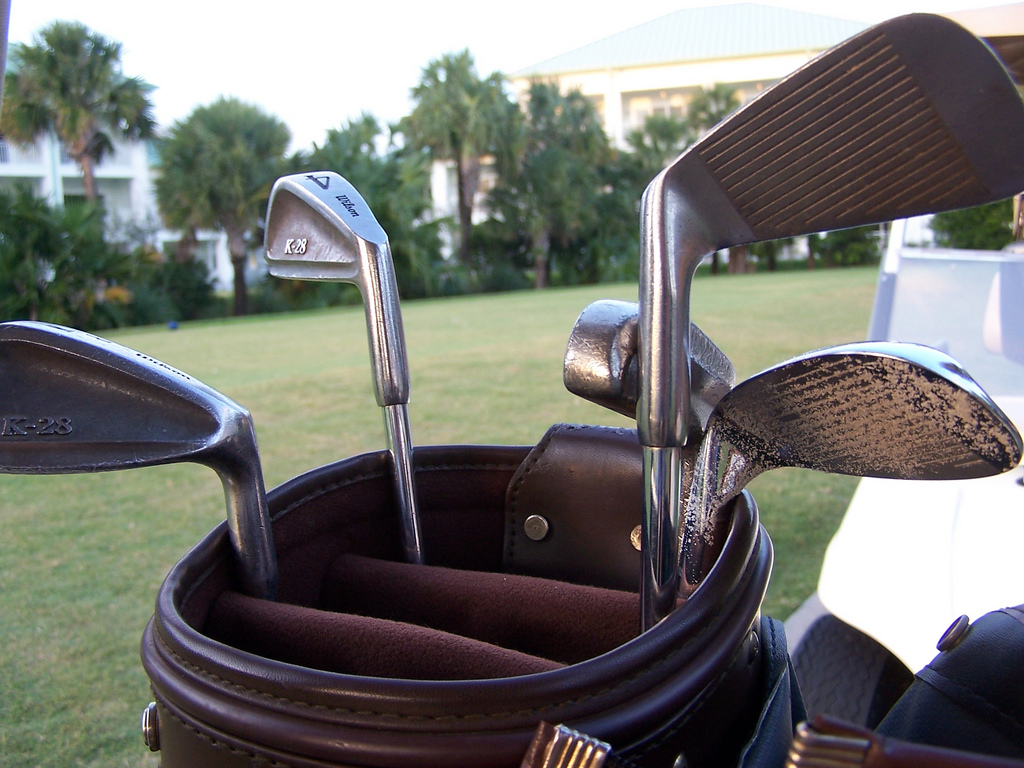
5支鐵桿和1支推桿

高爾夫球桿，是用來打高爾夫球的球桿，一套標準的球桿最多可以有14支，通常一定會有一支開球木桿和一支推桿，其餘的球桿組合會因各球員的喜好而有所差異，通常會有一至兩支木桿或混合桿、4至9號的鐵桿和3至4支挖起桿，球桿編號通常是數字越大，距離越短。
傳統上，球桿的桿柄可以由各種木材製成，19世紀後開始集中使用山核桃木，1979年開始使用鋼鐵；至2010年代，碳纖維和鈦合金已經頗為常見。握手的部分則以皮革或橡膠包裹。

## 種類

### 木桿
木桿（英語：Wood (golf)）是一種專用於長距離擊球的球桿，有著一個很大的、輕巧且低傾角的桿頭與很長的桿身，以用於將球擊飛得很遠，由於最早的木桿桿頭是以質地堅硬且輕巧的柿木做成因而得名，儘管現在的木桿桿頭改以碳纖維、或者中空的鈦合金等非木製材料製成，但由於深入人心，仍以木桿稱之。
最常見的木桿通常為一號木桿（1-Wood），又稱開球木桿（Driver），通常是一組高爾夫球桿裡面最長的球桿，經常在高爾夫球場的四桿洞或者五桿洞作為開球用，儘管開球木桿用做開球，但也可以用於在球道上擊球，並不限於在開球以外的用途。
其他種類的木桿則被稱之為球道木桿，桿頭較小、傾角也比開球木桿比大一點，可以用來開球，也可用於幫助球員開球後，仍需要進行長距離擊球的需求；稍大的角度使擊球時高爾夫球可以飛過較低矮的障礙，通常球員僅會帶一支三號木桿（3-Wood），少數球員也會使用五號（5-Wood）、或者介於兩者之間的四號木桿，七號木桿之後的球桿則被稱之為「短木桿」（短木桿沒有六號、八號等偶數型號）。
亦有介於開球木桿與三號木桿之間的「二號木桿」，但現代的職業球員通常不使用。

### 混合桿
混合桿（英語：Hybrid (golf)）、又被稱為「小雞腿」，為一種介於木桿與鐵桿兩者之間的球桿，桿頭有著木桿的大桿頭與長鐵桿的擊球面，並使用鐵桿的擊球方式擊球，可代替四號以上的長鐵桿用於在球道的中距離擊球，或是在球位不佳的地方（比如樹下）代替木桿擊球。

### 鐵桿
鐵桿（英語：Iron (golf)）通常為一組4支至9支不等的一組球桿，鐵桿比起木桿較短，且桿頭較重、較小、桿頭面呈刀片狀，但比起木桿有更大的傾角、以及較大且平坦帶有些許凹槽的擊球面。
鐵桿的編號則有一號到十二號、以及特殊的零號，球桿的數字越大、代表長度越短且傾角越大。
鐵桿的用途很多，根據狀況不同而有所差異，通常鐵桿可以用來進行中距離或者短距離的擊球，比如在球道切球上果嶺或是用來在三桿短球洞或是在狗腿洞開球，若高爾夫球被打進障礙區時，也可以使用鐵桿來進行「救援」擊球，比如在長草區或者球掉進淺沙坑時的擊球；且值得一提的是，初學高爾夫者會經常使用七號鐵桿來練習擊球，原因是使用七號鐵桿進行正常擊球時，玩家的站位正好是使用木桿與挖起桿之間的中間位置，因此若是熟練七號鐵桿之後，學習使用別種球桿會相對比較容易。
四號或三號以上的鐵桿又被稱做「長鐵桿（Long Irons）」，其中一號鐵桿又被稱做「開球鐵桿（Driving Iron）」，但由於長鐵桿與木桿用途重疊，且擊球面積也比木桿小，因此現代的職業球員通常不使用二號以上的鐵桿。
亦有少數球員會根據自身要求訂製非常規的鐵桿，例如約翰·戴利曾訂製過「零號鐵桿」供他在比賽中使用，布萊森·德尚布的所有鐵桿則是長度相同、均為37.5英寸（0.953公尺），而非依照球桿數字編號遞減。

### 挖起桿
挖起桿（英語：Wedge (golf)）亦為鐵桿的一種，但比起鐵桿來說桿頭更重，且有更大的桿面傾角，因此有時會被獨立視作一個分類。
挖起桿被用於幫助球員將球帶離較為棘手的障礙，比如沙坑或是池塘邊、淺灘的水中，或者用於短距離擊球時給予高爾夫球後旋，在球落地時使球定在果嶺上，挖起桿雖因不同球員的需求而有許多衍生種，但常見的有以下四種球桿：劈起桿（Pitching wedge）、中間挖起桿（Gap wedge）、沙坑桿（Sand wedge）與大角度挖起桿（Lob wedge）
劈起桿與沙坑桿是最常見的兩種挖起桿，劈起桿通常用於接近果嶺時或者果嶺邊緣的短距離切球，而沙坑桿則用於將球從沙坑等障礙區擊出。
中間挖起桿為桿面傾角介於劈起桿與沙坑桿之間的球桿，由於劈起桿與沙坑桿的桿面傾角相差過大，因此部分選手會攜帶該球桿，作為兩者之間的平衡用途。
大角度挖起則桿的桿面傾角則比沙坑桿更大，可以產生非常大弧度的擊球路線，可使用於極端狀況下的擊球，比如陷進沙坑邊緣的球、將球由低處打往高處或越過較高的障礙物。

### 推桿
推桿（英語：Putter）為一種特殊的球桿，用於將球緩慢的從短距離推進高爾夫球洞的一種球桿，而非將球打的高或打的遠，通常推桿的長度在32至35英吋（81至89公分）左右，亦為最短的高爾夫球桿。
推桿的桿頭大致分為兩種，一種是槌型推桿（Mallet），一種是刀片型推桿（Blade），槌型推桿桿頭較大、重量稍重，因重量帶來的穩定性適合新手使用，刀片型推桿則桿頭較小，顯的較輕。
儘管推桿通常只用於果嶺上推球，但推桿與大多數人所想像的不同，推桿的擊球面並非平面，而是有著介於5～6 ° 的桿面頃角（高爾夫規則亦嚴格規定推桿桿面頃角不可超過10°） ，因此並不限於只能在果嶺上將球推進洞，亦可以在果嶺以外使用推桿推球或是切球；比如球落在了球道上但位於果嶺旁邊，甚至離球洞僅有幾碼遠，可使用推桿或推、或切球將球打進洞裡。
一部分推桿會在非打擊面設計一個小缺口，方便讓高爾夫球員使用球桿的背面將球拾起（常見於比洞賽），但由於將推桿伸進球洞裡撿球會有損壞球洞的風險，因此現代亦有一種中間帶一個洞的槌型推桿（英語：Fatch Mallet），可以直接將桿頭伸進球洞將球取出，省去球員在高爾夫球進洞後彎腰撿球的動作。
也有一種少數職業球員會使用特殊的長桿身推桿（Long-shaft putters），有掃帚推杆（broomhandle putter）與腹部推杆（belly putter）兩種，掃帚推杆的長度大致上可以到一位成年男性的胸口甚至是下巴處，由於使用方式如同使用掃帚因而得名；腹部推杆則僅長至腹部，球員通常會將腹部推桿的桿身握把頂在肚子上而得名，該動作又被稱做「錨定」，以增加推桿穩定度；但高爾夫規則已於2016年規定禁止將高爾夫球桿靠在身體任何部位上的「錨定」行為增加穩定性，但並未禁止任何長桿身推桿的使用。

#### 起撲桿
起撲桿（英語：chipper）為一種特殊的短距離球桿，桿頭與推桿相同，但握把與鐵桿無異，且桿面頃角不是平面而是10° 以上的斜面（大約介於七號與八號鐵桿之間的角度）。
起撲桿通常被用於幫助初學高爾夫球者在果嶺旁擊出短距離切球，儘管在高爾夫規則當中，該球桿是可以合法用於高爾夫比賽的（被視為鐵桿），但通常職業球員與差點在18以下的業餘球員（也就是能以90桿或更少的成績完成72洞球場的球員）不會使用它，因為對這類有一定水準的球員來說，使用挖起桿或鐵桿進行短距離切球會使擊球策略更靈活。

### 文獻
- Bade, Edwin. The Mechanics of Sport. A. G. Elliot, New York, 1952.
- Bruce, Ben and Evelyn Davies. Beginning Golf. Wadsworth Publishing, California, 1962.
- Cheatum, Billy Ann. Golf. W. B. Saunders Company, Philadelphia, 1969.
- Cochran, A.J. Science and Golf II: Procedures of World Scientific Congress of Golf. M. R. Farally, London, 1994.
- Concannon, Dale. The Original Rules of Golf. Bodleian Library, Oxford, 2009.
- Cook, Kevin. Driven: Teen phenoms, Mad Parents, Swing Science and the Future of Golf. Gotham Books, New York, 2008.
- Evans, Webster. Encyclopaedia of Golf. St. Martins Press, New York, 1971.
- Ford, Doug. Getting Started in Golf. Sterling Publishers, New York, 1964.
- Gibson, Kevin H. The Encyclopedia of Golf. A. S. Barnes, New York, 1958.

## 外部連結
- How Zip Is Put Into Your Golf Clubs （页面存档备份，存于）—detailed and well illustrated July 1951 Popular Science article on the manufacturing process for golf clubs